# Etapa Departamental de Lima 2023
La Etapa Departamental de Lima de la Copa Perú 2023 o Liga Departamental de Lima 2023 fue la 53ª edición de la competición futbolística limeña.

## Sistema de juego
Participan 16 equipos que se clasificaron mediante sus distintas ligas provinciales.
Todos los equipos comienzan desde la fase de octavos de final, emparejándose en llaves de dos equipos en partidos de ida y vuelta, a excepción de la final que se juega a partido único en cancha neutral. Posteriormente, se comienza la fase de cuartos de final.
Los dos equipos que lleguen a la final avanzarán a la etapa nacional de la Copa Perú, además de disputarse el título del campeonato.

## Participantes
Las provincias de Barranca, Canta, Cañete, Huaral y Huarochirí contaron con dos representantes. Las provincias de Lima y Huaura contaron con tres representantes.
Las provincias de Cajatambo, Oyón y Yauyos no contaron con representantes debido a inactividad en sus ligas provinciales.
| Provincia  | Club                     | Condición                       | Director Técnico         |
| ---------- | ------------------------ | ------------------------------- | ------------------------ |
| Barranca   | Nueva Generación         | Campeón Provincial              | Ricardo Haro             |
| Barranca   | Aipsa FC                 | Subcampeón Provincial           | José Enrique Changa Tong |
| Canta      | Deportivo Huracán        | Campeón Provincial              | Tito Chumpitaz           |
| Canta      | Ángeles Negros           | Subcampeón Provincial           | Marcial Rojas            |
| Cañete     | Walter Ormeño            | Campeón Provincial              | Juan Alayo               |
| Cañete     | San Lorenzo de Porococha | Subcampeón Provincial           |                          |
| Huaral     | Santa Rosa               | Campeón Provincial              | Gerardo Villanueva       |
| Huaral     | Laure Sur                | Subcampeón Provincial           | Berti Medina             |
| Huarochirí | Atlético Tingo María     | Campeón Provincial              | Alex Castro              |
| Huarochirí | Huarochirí FC            | Subcampeón Provincial           |                          |
| Huaura     | Maristas Huacho          | Campeón Provincial              | Juan Carlos Sandi        |
| Huaura     | Cruz de Chonta           | Subcampeón Provincial           | Luis Brusnell            |
| Huaura     | José de San Martín       | Tercero Provincial              | Walter Minetto           |
| Lima       | AFE Cosmos               | Campeón Provincial              | Jesús Álvarez            |
| Lima       | Barranco City            | Subcampeón Provincial           | Juan Carlos Pisfil       |
| Lima       | El Diamante              | Tercero Interligas de Lima 2023 | Edson Uribe              |
| Cajatambo  | Sin Participantes        | Sin Participantes               |                          |
| Oyón       | Sin Participantes        | Sin Participantes               |                          |
| Yauyos     | Sin Participantes        | Sin Participantes               |                          |

## Octavos de final
| Llave                                         | Fecha       | Provincia | Distrito           | Estadio             | Local            | Resultado | Visitante        |
| --------------------------------------------- | ----------- | --------- | ------------------ | ------------------- | ---------------- | --------- | ---------------- |
| I                                             | 23 de julio | Lima      | Lurigancho-Chosica | Hernán Solís García | Huarochirí FC    | 1 - 1     | Nueva Generación |
| I                                             | 30 de julio | Barranca  | Barranca           | Manuel Tello Dávila | Nueva Generación | 2 - 0     | Huarochirí FC    |
| Global : 3-1 - Clasificado : Nueva Generación |             |           |                    |                     |                  |           |                  |

| Llave                                  | Fecha       | Provincia | Distrito | Estadio              | Local         | Resultado | Visitante     |
| -------------------------------------- | ----------- | --------- | -------- | -------------------- | ------------- | --------- | ------------- |
| II                                     | 23 de julio | Huaral    | Chancay  | Romulo Shaw Cisneros | Laure Sur     | 2 - 0     | Walter Ormeño |
| II                                     | 30 de julio | Cañete    | Imperial | Oscar Ramos Cabieses | Walter Ormeño | 1 - 0     | Laure Sur     |
| Global : 2-1 - Clasificado : Laure Sur |             |           |          |                      |               |           |               |

| Llave                                        | Fecha       | Provincia | Distrito | Estadio               | Local           | Resultado | Visitante       |
| -------------------------------------------- | ----------- | --------- | -------- | --------------------- | --------------- | --------- | --------------- |
| III                                          | 23 de julio | Canta     | Canta    | Municipal de Canta    | Ángeles Negros  | 1 - 2     | Maristas Huacho |
| III                                          | 30 de julio | Huaura    | Huacho   | Segundo Aranda Torres | Maristas Huacho | 3 - 2     | Ángeles Negros  |
| Global : 5-3 - Clasificado : Maristas Huacho |             |           |          |                       |                 |           |                 |

| Llave                                   | Fecha       | Provincia | Distrito  | Estadio                   | Local       | Resultado | Visitante   |
| --------------------------------------- | ----------- | --------- | --------- | ------------------------- | ----------- | --------- | ----------- |
| IV                                      | 23 de julio | Lima      | Lima      | Universidad de San Marcos | El Diamante | 0 - 1     | AFE Cosmos  |
| IV                                      | 30 de julio | Lima      | Surquillo | Carlos Moscoso            | AFE Cosmos  | 2 - 1     | El Diamante |
| Global : 3-1 - Clasificado : AFE Cosmos |             |           |           |                           |             |           |             |

| Llave                                           | Fecha       | Provincia | Distrito    | Estadio                   | Local              | Resultado | Visitante          |
| ----------------------------------------------- | ----------- | --------- | ----------- | ------------------------- | ------------------ | --------- | ------------------ |
| V                                               | 23 de julio | Barranca  | Paramonga   | Alejandro Gonzales        | Aipsa FC           | 0 - 1     | José de San Martín |
| V                                               | 30 de julio | Huaura    | Santa María | Marcial Villanueva Marcos | José de San Martín | 2 - 0     | Aipsa FC           |
| Global : 3-0 - Clasificado : José de San Martin |             |           |             |                           |                    |           |                    |

| Llave                                          | Fecha       | Provincia | Distrito              | Estadio            | Local                    | Resultado | Visitante                |
| ---------------------------------------------- | ----------- | --------- | --------------------- | ------------------ | ------------------------ | --------- | ------------------------ |
| VI                                             | 23 de julio | Cañete    | San Vicente de Cañete | Roberto Yáñez      | San Lorenzo de Porococha | 2 - 1     | Deportivo Huracán        |
| VI                                             | 30 de julio | Canta     | Canta                 | Municipal de Canta | Deportivo Huracán        | 2 - 0     | San Lorenzo de Porococha |
| Global : 3-2 - Clasificado : Deportivo Huracán |             |           |                       |                    |                          |           |                          |

| Llave                                               | Fecha       | Provincia | Distrito    | Estadio                   | Local            | Resultado      | Visitante        |
| --------------------------------------------------- | ----------- | --------- | ----------- | ------------------------- | ---------------- | -------------- | ---------------- |
| VII                                                 | 23 de julio | Huaura    | Santa María | Marcial Villanueva Marcos | Cruz de Chonta   | 2 - 1          | Sport Santa Rosa |
| VII                                                 | 30 de julio | Huaral    | Chancay     | Romulo Shaw Cisneros      | Sport Santa Rosa | 1 - 0 (3:5 p.) | Cruz de Chonta   |
| Global : 2-2 (5:3 p) - Clasificado : Cruz de Chonta |             |           |             |                           |                  |                |                  |

| Llave                                      | Fecha       | Provincia  | Distrito             | Estadio     | Local                | Resultado | Visitante            |
| ------------------------------------------ | ----------- | ---------- | -------------------- | ----------- | -------------------- | --------- | -------------------- |
| VIII                                       | 22 de julio | Lima       | San Martín de Porres | Mayta Cápac | Barranco City        | 4 - 3     | Atlético Tingo María |
| VIII                                       | 30 de julio | Huarochiri | San Mateo            | San Mateo   | Atlético Tingo María | 0 - 2     | Barranco City        |
| Global : 6-3 - Clasificado : Barranco City |             |            |                      |             |                      |           |                      |

## Cuartos de final
| Llave                                        | Fecha        | Provincia | Distrito | Estadio               | Local            | Resultado | Visitante        |
| -------------------------------------------- | ------------ | --------- | -------- | --------------------- | ---------------- | --------- | ---------------- |
| A                                            | 5 de agosto  | Huaura    | Huacho   | Segundo Aranda Torres | Maristas Huacho  | 3 - 1     | Nueva Generación |
| A                                            | 13 de agosto | Barranca  | Barranca | Manuel Tello Dávila   | Nueva Generación | 0 - 0     | Maristas Huacho  |
| Global : 3-1 - Clasificado : Maristas Huacho |              |           |          |                       |                  |           |                  |

| Llave                                   | Fecha        | Provincia | Distrito | Estadio                | Local      | Resultado | Visitante  |
| --------------------------------------- | ------------ | --------- | -------- | ---------------------- | ---------- | --------- | ---------- |
| B                                       | 6 de agosto  | Huaral    | Chancay  | Rómulo Shaw Cisneros   | Laure Sur  | 2 - 1     | AFE Cosmos |
| B                                       | 13 de agosto | Lima      | Lima     | Universidad San Marcos | AFE Cosmos | 3 - 1     | Laure Sur  |
| Global : 4-3 - Clasificado : AFE Cosmos |              |           |          |                        |            |           |            |

| Llave                                               | Fecha        | Provincia | Distrito    | Estadio                   | Local              | Resultado      | Visitante          |
| --------------------------------------------------- | ------------ | --------- | ----------- | ------------------------- | ------------------ | -------------- | ------------------ |
| C                                                   | 6 de agosto  | Huaura    | Santa María | Marcial Villanueva Marcos | Cruz de Chonta     | 1 - 1          | José de San Martín |
| C                                                   | 13 de agosto | Huaura    | Huacho      | Segundo Aranda Torres     | José de San Martín | 0 - 0 (2:3 p.) | Cruz de Chonta     |
| Global : 1-1 (3:2 p) - Clasificado : Cruz de Chonta |              |           |             |                           |                    |                |                    |

| Llave                                                  | Fecha        | Provincia | Distrito | Estadio                | Local             | Resultado      | Visitante         |
| ------------------------------------------------------ | ------------ | --------- | -------- | ---------------------- | ----------------- | -------------- | ----------------- |
| D                                                      | 17 de agosto | Canta     | Canta    | Municipal de Canta     | Deportivo Huracán | 1 - 0          | Barranco City     |
| D                                                      | 20 de agosto | Lima      | Lima     | Universidad San Marcos | Barranco City     | 1 - 0 (2:4 p.) | Deportivo Huracán |
| Global : 1-1 (4:2 p) - Clasificado : Deportivo Huracán |              |           |          |                        |                   |                |                   |

## Semifinales
| Llave                                        | Fecha        | Provincia | Distrito    | Estadio                   | Local           | Resultado | Visitante       |
| -------------------------------------------- | ------------ | --------- | ----------- | ------------------------- | --------------- | --------- | --------------- |
| 1                                            | 20 de agosto | Huaura    | Huacho      | Segundo Aranda Torres     | Maristas Huacho | 1 - 0     | Cruz de Chonta  |
| 1                                            | 27 de agosto | Huaura    | Santa María | Marcial Villanueva Marcos | Cruz de Chonta  | 0 - 0     | Maristas Huacho |
| Global : 1-0 - Clasificado : Maristas Huacho |              |           |             |                           |                 |           |                 |

| Llave                                          | Fecha        | Provincia | Distrito           | Estadio             | Local             | Resultado | Visitante         |
| ---------------------------------------------- | ------------ | --------- | ------------------ | ------------------- | ----------------- | --------- | ----------------- |
| 2                                              | 23 de agosto | Canta     | Canta              | Municipal de Canta  | Deportivo Huracán | 0 - 0     | AFE Cosomos       |
| 2                                              | 26 de agosto | Lima      | Lurigancho-Chosica | Hernán Solís García | AFE Cosmos        | 1 - 2     | Deportivo Huracán |
| Global : 2-1 - Clasificado : Deportivo Huracán |              |           |                    |                     |                   |           |                   |

## Final
| Fecha           | Provincia | Distrito    | Estadio                   | Equipo 1        | Resultado | Equipo 2          |
| --------------- | --------- | ----------- | ------------------------- | --------------- | --------- | ----------------- |
| 3 de septiembre | Huaura    | Santa María | Marcial Villanueva Marcos | Maristas Huacho | 1 - 2     | Deportivo Huracán |

|                                 |                                 |
| Deportivo Huracán               | Maristas Huacho                 |
| Campeón                         | Subcampeón                      |
| Clasificado a la Etapa Nacional | Clasificado a la Etapa Nacional |